# Wrocław Psie Pole
Wrocław Psie Pole – stacja kolejowa we Wrocławiu, przy alei Jana III Sobieskiego, na osiedlu Psie Pole-Zawidawie, na której zatrzymują się pociągi osobowe przewoźników Polregio oraz Koleje Dolnośląskie. W roku 2022 stacja obsługiwała 1200 pasażerów na dobę.

## Opis
Według klasyfikacji PKP ma kategorię dworca aglomeracyjnego. Od stacji odchodziła bocznica do PZL Hydral, która została zlikwidowana w 2012.

## Ruch pasażerski
| Rok  | Wymiana pasażerska na dobę |
| ---- | -------------------------- |
| 2017 | 500-699                    |
| 2022 | 1 200                      |

## Galeria

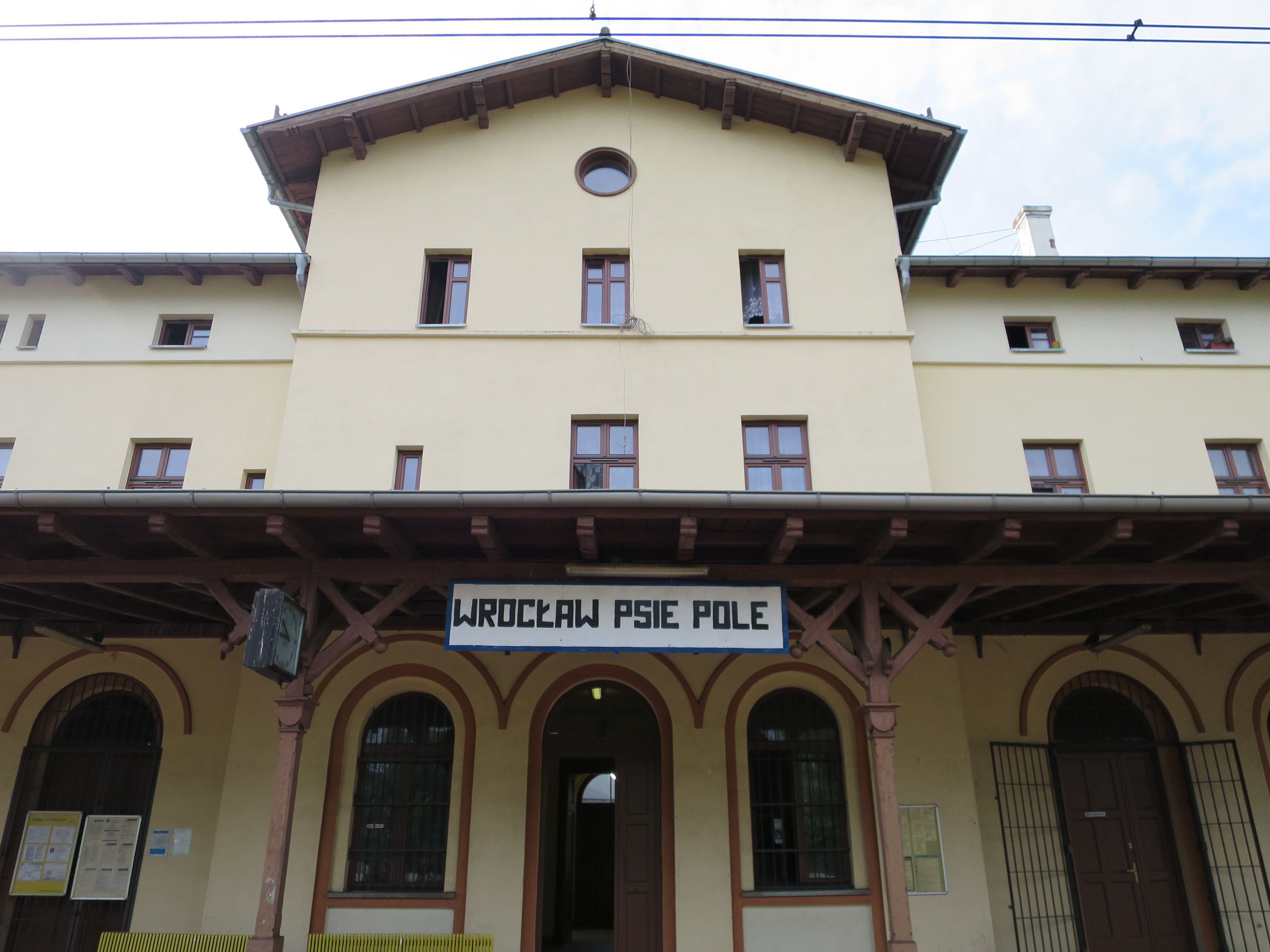
Dworzec od strony peronów
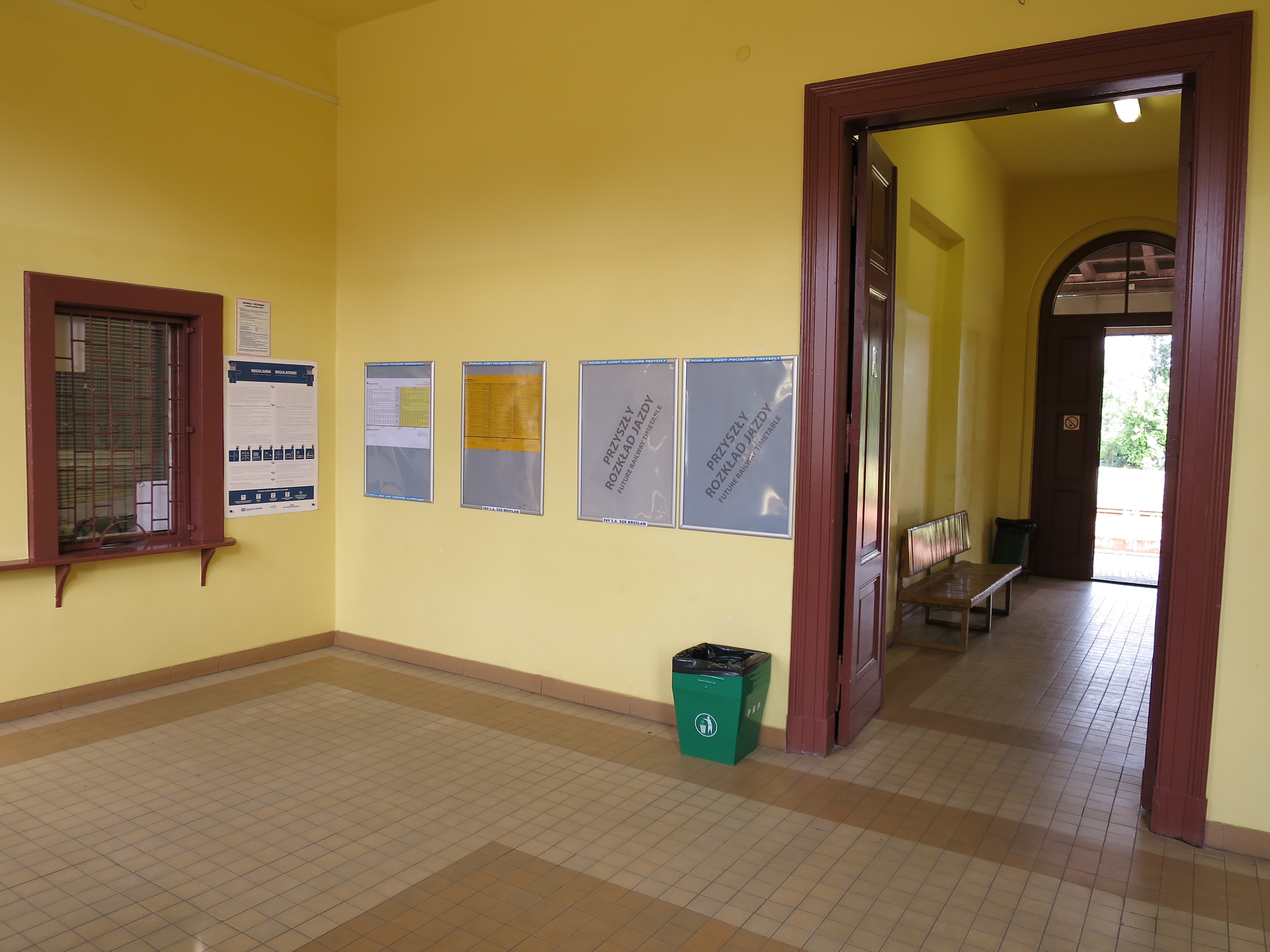
Wnętrze dworca
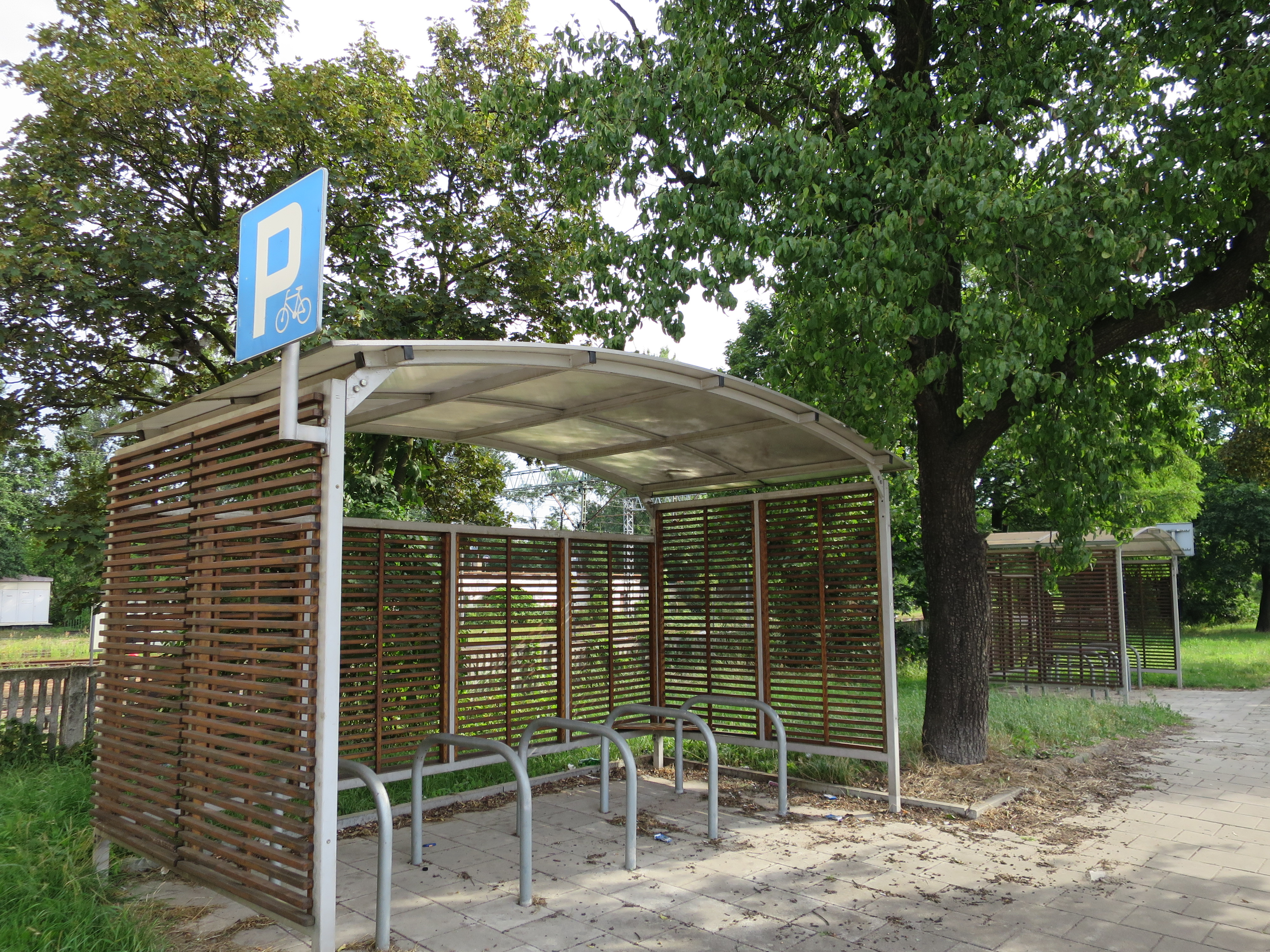
Parking rowerowy